# Liga Departamental de Fútbol de Lima
La Liga Departamental de Fútbol de Lima (cuyas siglas son LDFL) es una de las 25 ligas departamentales del Perú y es la máxima competición futbolística del Departamento de Lima, en la que participan clubes representando a sus respectivas provincias. Fue fundada en 1967.
Forma parte del Sistema Nacional de la Copa Perú y clasifica a dos equipos para la Etapa Nacional de ese torneo.

## Historia
Durante los años 70 , los campeones (en ocasiones los subcampeones) de la Departamental de Lima, clasificaban en la Etapa Regional de  la Copa Perú del siguiente año.
En 1992, los dos mejores clasificados de la Liga Departamental de Lima, participaban de la Región IV de la Copa Perú de 1993. Seguidamente los dos mejores de 1993, participaban en la Región IV de la Copa Perú del siguiente año. En la temporada 1997, se otorgó un solo cupo a la Región II de la Copa Perú del mismo año. Desde los años 1998 al 2014, a los campeones de la departamental de Lima, se le brindó una sola plaza para participar en la Región IV de la Copa Perú de sus mismos periodos. 
Finalmente desde el año 2015 a la fecha, los campeones y subcampeones de la Liga Departamental de Lima, acceden a la Etapa Nacional de la Copa Perú. Debido a los cambios que se realizó a la Coa Perú y se mantiene vigente hoy en día.

## Ligas Provinciales
Las siguientes provincias organizan ligas de fútbol y se encuentran adscritas a la Liga Departamental de Lima, de modo que clasifican a sus representantes a este torneo. 
| Provincia  | Liga Provincial                         |
| ---------- | --------------------------------------- |
| Barranca   | Liga Provincial de Fútbol de Barranca   |
| Cajatambo  | Liga Provincial de Fútbol de Cajatambo  |
| Canta      | Liga Provincial de Fútbol de Canta      |
| Cañete     | Liga Provincial de Fútbol de Cañete     |
| Huaral     | Liga Provincial de Fútbol de Huaral     |
| Huarochirí | Liga Provincial de Fútbol de Huarochirí |
| Huaura     | Liga Provincial de Fútbol de Huaura     |
| Lima       | Interligas de Lima                      |
| Oyón       | Liga Provincial de Fútbol de Oyón       |
| Yauyos     | Liga Provincial de Fútbol de Yauyos     |

## Lista de campeones
| Año  | Campeón                                                                                  | Ciudad                                                                                   | Subcampeón                                                                               | Ciudad                                                                                   |
| ---- | ---------------------------------------------------------------------------------------- | ---------------------------------------------------------------------------------------- | ---------------------------------------------------------------------------------------- | ---------------------------------------------------------------------------------------- |
| 1966 | Óscar Berckemeyer                                                                        | Huaral                                                                                   | Walter Ormeño                                                                            | Imperial                                                                                 |
| 1967 | Aurora Chancayllo                                                                        | Chancay                                                                                  | Independiente de Deportes                                                                | Chosica                                                                                  |
| 1968 | Social Huando                                                                            | Huaral                                                                                   | Walter Ormeño                                                                            | Imperial                                                                                 |
| 1969 | Walter Ormeño                                                                            | Imperial                                                                                 | Social Huando                                                                            | Huaral                                                                                   |
| 1970 | Social Huando                                                                            | Huaral                                                                                   | Walter Ormeño                                                                            | Imperial                                                                                 |
| 1971 | Atlético Independiente                                                                   | Cañete                                                                                   | Círcolo Sportivo Paramonga                                                               | Paramonga                                                                                |
| 1972 | Juventud La Palma                                                                        | Huacho                                                                                   | Atlético Independiente                                                                   | Cañete                                                                                   |
| 1973 | Unión Huaral                                                                             | Huaral                                                                                   | Walter Ormeño                                                                            | Imperial                                                                                 |
| 1974 | Atlético Independiente                                                                   | Cañete                                                                                   | Juventud La Palma                                                                        | Huacho                                                                                   |
| 1975 | Deportivo Municipal                                                                      | Barranca                                                                                 | Atlético Independiente                                                                   | Cañete                                                                                   |
| 1976 | Juventud La Palma                                                                        | Huacho                                                                                   | Walter Ormeño                                                                            | Imperial                                                                                 |
| 1977 | Atlético Chalaco                                                                         | Cañete                                                                                   | Atlético Huacho                                                                          | Huacho                                                                                   |
| 1978 | Atlético Independiente                                                                   | Cañete                                                                                   | Deportivo San José                                                                       | Huacho                                                                                   |
| 1979 | Atlético Independiente                                                                   | Cañete                                                                                   | Sporting Cristal                                                                         | Supe Puerto                                                                              |
| 1980 | Atlético Independiente                                                                   | Cañete                                                                                   | Marítima Pesquera                                                                        | Chancay                                                                                  |
| 1981 | Atlético Independiente                                                                   | Cañete                                                                                   |                                                                                          |                                                                                          |
| 1982 | Juventud La Joya                                                                         | Chancay                                                                                  | Mariscal Sucre                                                                           | Paramonga                                                                                |
| 1983 | Bella Esperanza                                                                          | Cerro Azul                                                                               |                                                                                          |                                                                                          |
| 1984 | Telefunken 20                                                                            | Huaral                                                                                   |                                                                                          |                                                                                          |
| 1985 | Bella Esperanza                                                                          | Cerro Azul                                                                               | Real Independiente                                                                       | Santa María                                                                              |
| 1986 | Bella Esperanza                                                                          | Cerro Azul                                                                               | Juventud Torre Blanca                                                                    | Chancay                                                                                  |
| 1987 | Bella Esperanza                                                                          | Cerro Azul                                                                               | Juventud Lauriama                                                                        | Barranca                                                                                 |
| 1988 | No se disputó la final entre Atlético Soledad (Paramonga) y Asociación Empleados (Mala). | No se disputó la final entre Atlético Soledad (Paramonga) y Asociación Empleados (Mala). | No se disputó la final entre Atlético Soledad (Paramonga) y Asociación Empleados (Mala). | No se disputó la final entre Atlético Soledad (Paramonga) y Asociación Empleados (Mala). |
| 1989 | No se disputó la final entre Sport Dinámicos (Chancay) y Ricardo Bentín (Matucana).      | No se disputó la final entre Sport Dinámicos (Chancay) y Ricardo Bentín (Matucana).      | No se disputó la final entre Sport Dinámicos (Chancay) y Ricardo Bentín (Matucana).      | No se disputó la final entre Sport Dinámicos (Chancay) y Ricardo Bentín (Matucana).      |
| 1990 | No se disputó la final entre Alfonso Ugarte (Huaura) y Juan Bazalar Lamas (Huacho).      | No se disputó la final entre Alfonso Ugarte (Huaura) y Juan Bazalar Lamas (Huacho).      | No se disputó la final entre Alfonso Ugarte (Huaura) y Juan Bazalar Lamas (Huacho).      | No se disputó la final entre Alfonso Ugarte (Huaura) y Juan Bazalar Lamas (Huacho).      |
| 1991 | No se disputó la final entre Unión Supe and Atlético Real Mala.                          | No se disputó la final entre Unión Supe and Atlético Real Mala.                          | No se disputó la final entre Unión Supe and Atlético Real Mala.                          | No se disputó la final entre Unión Supe and Atlético Real Mala.                          |
| 1992 | San José de Manzanares                                                                   | Huacho                                                                                   | Tres Unidos                                                                              | Santa Rosa de Quives                                                                     |
| 1993 | Sporting Cristal                                                                         | Supe Puerto                                                                              |                                                                                          |                                                                                          |
| 1994 | Atlético Independiente                                                                   | Cañete                                                                                   |                                                                                          |                                                                                          |
| 1995 | Virgen de Chapi                                                                          | Lima                                                                                     |                                                                                          |                                                                                          |
| 1996 | Deportivo AELU                                                                           | Lima                                                                                     | Unión Supe                                                                               | Supe                                                                                     |
| 1997 | San José de Manzanares                                                                   | Huacho                                                                                   |                                                                                          |                                                                                          |
| 1998 | Telefunken 20                                                                            | Huaral                                                                                   |                                                                                          |                                                                                          |
| 1999 | Aurora Chancayllo                                                                        | Chancay                                                                                  |                                                                                          |                                                                                          |
| 2000 | Aurora Chancayllo                                                                        | Chancay                                                                                  | Atlético Independiente                                                                   | Cañete                                                                                   |
| 2001 | Deportivo La Esmeralda                                                                   | Cañete                                                                                   | Unión Buenos Aires                                                                       | Huacho                                                                                   |
| 2002 | Juventud Torre Blanca                                                                    | Chancay                                                                                  |                                                                                          |                                                                                          |
| 2003 | Nicolás de Piérola                                                                       | Huacho                                                                                   | Atlético Minero                                                                          | Matucana                                                                                 |
| 2004 | Juventud Torre Blanca                                                                    | Chancay                                                                                  | Atlético Independiente                                                                   | Cañete                                                                                   |
| 2005 | Atlético Minero                                                                          | Matucana                                                                                 | Residencial Huaral                                                                       | Huaral                                                                                   |
| 2006 | Hijos de Acosvinchos                                                                     | Lima                                                                                     | Jesús del Valle                                                                          | Huaral                                                                                   |
| 2007 | Cooperativa Bolognesi                                                                    | Lima                                                                                     | Óscar Benavides                                                                          | Lima                                                                                     |
| 2008 | Íntimo Cable Visión                                                                      | Lima                                                                                     | Unión Supe                                                                               | Supe                                                                                     |
| 2009 | Juventud La Rural                                                                        | Lima                                                                                     | DIM                                                                                      | Lima                                                                                     |
| 2010 | Juventud Barranco                                                                        | Huacho                                                                                   | Cultural Géminis                                                                         | Lima                                                                                     |
| 2011 | Estudiantes Condestable                                                                  | Mala                                                                                     | Pacífico                                                                                 | Lima                                                                                     |
| 2012 | Deportivo Municipal                                                                      | Lima                                                                                     | Walter Ormeño                                                                            | Imperial                                                                                 |
| 2013 | Aipsa                                                                                    | Paramonga                                                                                | Unión Huaral                                                                             | Huaral                                                                                   |
| 2014 | Aurora Chancayllo                                                                        | Chancay                                                                                  | Juventud América                                                                         | Cañete                                                                                   |
| 2015 | DIM                                                                                      | Lima                                                                                     | Defensor Laure Sur                                                                       | Chancay                                                                                  |
| 2016 | Social Venus                                                                             | Huacho                                                                                   | DIM                                                                                      | Lima                                                                                     |
| 2017 | Defensor Laure Sur                                                                       | Chancay                                                                                  | Somos Olímpico                                                                           | Lima                                                                                     |
| 2018 | Defensor Laure Sur                                                                       | Chancay                                                                                  | Social Venus                                                                             | Huacho                                                                                   |
| 2019 | Deportivo Maristas                                                                       | Huacho                                                                                   | DIM                                                                                      | Lima                                                                                     |
| 2020 | No se disputó por la Pandemia de COVID-19                                                | No se disputó por la Pandemia de COVID-19                                                | No se disputó por la Pandemia de COVID-19                                                | No se disputó por la Pandemia de COVID-19                                                |
| 2021 | No se disputó por la Pandemia de COVID-19                                                | No se disputó por la Pandemia de COVID-19                                                | No se disputó por la Pandemia de COVID-19                                                | No se disputó por la Pandemia de COVID-19                                                |
| 2022 | Paz Soldán                                                                               | Aucallama                                                                                | Independiente San Felipe                                                                 | Lima                                                                                     |
| 2023 | Deportivo Huracán                                                                        | Canta                                                                                    | Deportivo Maristas                                                                       | Huacho                                                                                   |
| 2024 | Real Independiente                                                                       | Santa María                                                                              | Pacífico FC SMP                                                                          | Lima                                                                                     |
| 2025 |                                                                                          |                                                                                          |                                                                                          |                                                                                          |